# Космологія Арди
Ця стаття присвячена космології вигаданого всесвіту у творах Дж. Р. Р. Толкіна.

## Основні поняття
Чертоги Безчасся (англ. Timeless Halls) — місце проживання Еру Ілуватара та Айнур поза часом. Невідомо, чи служать вони останнім притулком душ людей, проте така ймовірність існує. Принаймні, в оповіданні Аданель йдеться про те, що люди повертаються до Еру, але ця розповідь не увійшла до жодного з відомих творів Дж. Толкіна.
Безодня (англ. Abyss) — нижні області Чертогів Безчасся Ілуватара.
Порожнеча (англ. The Void), Авакум (Avakúma), Кума (Kúma), Зовнішня Тьма (англ. The Outer Dark), Початкова Пітьма (англ. The Eldest Dark), Вічна Тьма (англ. The Everlasting Dark) — абстрактна безлюдна область («ніщо»), розташована за межами Чертогів лихоліття, Арди і Еа. Можливо, Порожнеча за межами Еа і порожнеча, що оточує Арду, — різні речі, але на цей рахунок немає впевненості. Мелькор був вигнаний в Порожнечу після Війни Гніву, проте легенди пророкують його повернення перед кінцем світу.
Еа (кв. Ëa), (Всесвіт) — слово, яким на квенья позначається всесвіт як маніфестація бачення Айнур. Походить від слова на квенья зі значенням бути. Таким чином, Еа є Світ Сущий як протилежність Ні — Сущому. У зв'язку з цим можна припустити, що все за межами Еа, включаючи Чертоги лихоліття і Порожнечу, не має матеріальної форми. Айнур, ангелоподібні істоти, що живуть на окрасу палати лихоліття, називали Еа «Малим Королівством». Це означає, що сприйняття жителів Еа доступна лише мала частина Творіння. Еа — слово, яким Еру Ілуватар розпочав буття Всесвіту.
Арда (кв. Arda), Мулу (кв. Ilu) — світ, що містить Землю і небесні тіла.
Вайя (кв. Vaiya), Еккайа (кв. Ekkaia), огортає Океан (англ. The Enfolding Ocean), Зовнішнє Море (англ. The Encircling Sea), (космос) — темне море, яке оточувало світ до катаклізму кінця Другої Епохи. Коли світ був пласким, Вайя формував водне море під ним і повітряний простір над ним. Арда пливе по Вайї, як корабель по морю. У Вайе, під корінням Арди, мешкає Улмо, Володар Вод. Вайя описується як щось неймовірно холодне: там, де його води зливаються з Белегаером на північному заході Середзем'я, утворилася крижана безодня — Гелкараксе. Вайя не може нести кораблі (за винятком човна Улмо), кораблі нуменорців не могли плисти по ньому і потопали. Сонце подорожує по Вайе, зігріваючи його. Після того, як Арда стала круглою, Вайя злилася з Вістою і перетворилася на верхні шари атмосфери і, можливо, космічний простір.
Ільмен (кв. Ilmen), (Сонячна система) — область чистого повітря, наповнена світлом, існувала до катаклізму кінця Другої епохи. Тут знаходилися зірки та інші небесні тіла. Місяць здійснював свій шлях саме по ільменіт, тоді як Сонце — по Вайе. Цілком ймовірно, Толкін створив це слово від фінського ilma, що означає «повітря».
Віста (кв. Vista), атмосфера — сфера повітря. Після катаклізму Другої епохи — сама атмосфера.
Фаньямар (кв. Fanyamar), екзосфера — шар атмосфери, де утворюються хмари.
Айвеноре (кв. Aiwenóre), тропосфера — шар атмосфери, де літають птахи.
Імбар (кв. Imbar), Амбар (кв. Ambar) суша — фактично тверда суша земної кулі. Континенти Імбару — Середзем 'я, Земля Сонця, Темні Землі (згадуються лише в незакінчених чернетках творів).
Еар (кв. Ëar), океани — моря Арди.

## Зоряне небо
Зоряне небо Арди нагадує небо, видиме з Землі, багато зірок і сузір'я мають аналоги в реальному світі.
Анарріма — «Полум'яний вінець» (Північна Корона).
Валакірка — «Серп Валар», відповідає астеризму Ківш. Це сузір'я було поміщено на небо Вардою як вічне нагадування Моргот про могутність Валар і їх неминуче відплату. Також це сузір'я відомо як Корона Дуріна, його відображення навіть удень можна побачити в озері Кгелед-Зарам біля Східних воріт Морії, а його стилізоване зображення («сім зірок») розташовувалося на Західних воротах Казад-Дума. Відповідає астеризму Ковш в сузір'ї Велика Ведмедиця . Вільварін — «Метелик», відповідає сузір'ю Кассіопея.
Менельмакар — «Небесний мечоносець» на квенья, також відоме як Менельвагор (на Сіндарін) або Телумехтар, відповідає нашому сузір'ю Оріон.
Реммірат — «Зоряна мережа», відповідає зоряному скупченню, відомому як Плеяди.
Соронуме — «Орел» (сузір'я Орел).
Телуменділ — «Улюбленець небес», відповідає сузір'ю Телець.
Боргіль — «розпечена зірка», можливо — Альдебаран або Бетельгейзе.
Морвініон — «Проблиск вночі», відповідає зірці Арктур.
Гелуін — «Крижана», відповідає зірці Сіріус.

## Планети
Планети здійснюють шлях по нижніх верствах Ільмену.
Елемміре — «Зоряний камінь», відповідає планеті Меркурій [1].
Еаренділ — «Жадібний до моря», відповідає планеті Венера. Еаренділ був сином Туора і Ідріль, вирушив просити допомоги у Валар у війні з Морготом. У нагороду за сміливість Валар залишили йому Сильмарил і помістили разом з кораблем Вінгілот на небо.
Імбар (кв. Imbar) — фактично, назва планети Земля в світі Середзем'я.
Місяць — аналог Місяця, природний супутник Імбара.
Карні — «Червона», відповідає планеті Марс.
Алькарінкве (англ. Alquarinque) — в перекладі з квенья «славна» або «чудова», відповідає планеті Юпітер.
Лумбар — «Притулок тіней», відповідає планеті Сатурн.
Ненар — «Водна», можливо — Нептун.
Луйніль — «Небесно-блакитна», можливо — Уран.